# Железногорск (Красноярский край)
Железного́рск — город (с 1954 года) в Красноярском крае России, административный центр закрытого административно-территориального образования (ЗАТО) и одноимённого городского округа.

## География
Город расположен на берегах небольшой реки Кантат и ручья Байкал (в правобережной части бассейна реки Енисей) в предгорьях Атамановского хребта — отрога Саян, в 25 км к северо-востоку от Красноярска, в Южной части Сибири.
В центре города находится рукотворное Кантатское водохранилище, пригодное для купания в летний период.

### Климат
Климатически Железногорск не имеет особых отличий от Красноярска, так как располагается в непосредственной близости от него. Зимой в Железногорске холоднее, чем в Красноярске, а летом жарче. Метеонаблюдения в Железногорске начали вести сравнительно позднее, чем в краевой столице. Климат Железногорска относится к континентальному Dfb по Кеппену-Гейгеру, с влиянием как субарктических северных и восточных, так и субтропических атлантических и теплых среднеазиатских воздушных масс, идущих с юга и запада. В городе наблюдается большое количество солнечных дней (больше 200 за год), что увеличивает значения дневной температуры. В отличие от большей части Европейской территории России, солнечные дни зимой для Железногорска — довольно частое явление. Зима немного продолжительнее лета, сопровождается частыми заморозками и периодическими оттепелями; однако число дней в году с положительной среднесуточной температурой больше, чем с отрицательной. Лето, как правило, теплое, зачастую жаркое, благодаря азиатскому антициклону. Среднесуточная температура воздуха держится на отметке выше +10 градусов с начала мая по конец сентября, примерно 125 суток. Промерзание почвы в городе начинается в конце октября. В самом городе полностью оттаивает почва в мае-начале июня, в горах — в середине-конце июня. Снежный покров в городе устанавливается в начале-середине ноября, сходит во последней декаде марта, реже в начале апреля. В горах снежный покров устанавливается уже в конце октября, а сходит в середине апреля. Среднегодовая температура в городе +2,2 °C. Абсолютный максимум температуры в Железногорске был зафиксирован 6 июля 2021 года — +39,3 °C, минимум — −46,3 °C в январе 2001 г. Неофициально, в морозы показатели опускались до −53, а в жару до +46.
Последние 5 лет, значения среднегодовой температуры доходят до +3,5 °C, что является теплее показателей Новосибирска и Красноярска, имеющих схожие температурные режимы, и близки к показателям Омска, Хабаровска или Екатеринбурга.
| Показатель                                | Янв.  | Фев.  | Март  | Апр.  | Май   | Июнь | Июль | Авг. | Сен. | Окт.  | Нояб. | Дек.  | Год   |
| ----------------------------------------- | ----- | ----- | ----- | ----- | ----- | ---- | ---- | ---- | ---- | ----- | ----- | ----- | ----- |
| Абсолютный максимум, °C                   | 6,0   | 10,2  | 18,5  | 32,3  | 35,8  | 39,1 | 39,3 | 37,1 | 31,3 | 24,5  | 13,6  | 7,9   | 39,3  |
| Средний суточный максимум, °C             | −12,1 | −6,9  | −0,2  | 8,7   | 17,3  | 23,4 | 25,1 | 23,3 | 14,8 | 6,9   | −2,8  | −9,6  | 7,3   |
| Средняя температура, °C                   | −15,7 | −13,4 | −3,7  | 3,6   | 10,9  | 18,3 | 19,8 | 17,9 | 10,4 | 2,1   | −7,4  | −14,9 | 2,2   |
| Средний суточный минимум, °C              | −19,1 | −16,9 | −10,1 | −2,6  | 4,8   | 10,3 | 13,4 | 10,4 | 4,8  | −1,6  | −10,6 | −17,3 | −2,8  |
| Абсолютный минимум, °C                    | −46,3 | −41,6 | −36,8 | −23,5 | −11,2 | −0,6 | 4,2  | 0,2  | −9,6 | −25,1 | −42,3 | −45,8 | −46,3 |
| Норма осадков, мм                         | 19    | 13    | 16    | 32    | 44    | 63   | 76   | 69   | 49   | 43    | 37    | 33    | 494   |
| Источник: «Погода и климат», Архив погоды |       |       |       |       |       |      |      |      |      |       |       |       |       |

## История
В период средневековья и нового времени территория будущего Железногорска находилась под контролем Кыргызского каганата, а основным населением здесь были тюркоязычные енисейские кыргызы и качинцы (хакасы). В меньшинстве в районе города также проживали и народы енисейской языковой семьи (аринцы), однако они занимали положение ниже, чем тюрки и разговаривали на тюркских языках. После основания Красноярского острога в южных районах города и его окрестностях были боевые действия русских казаков против союза кочевых племен. 
До основания города здесь был Частоостровский уезд, а также село Додоново, где проходили эпизоды боестолкновений белогвардейцев и красных партизан в битве за Красноярск.
26 февраля 1950 года было издано постановление Совета Министров СССР, подписанное И. В. Сталиным, о строительстве Комбината № 815 (будущий ГХК), комплекса по производству оружейного плутония. Секретный комплекс и закрытый город при нём строили подразделения Минобороны, МВД и заключённые ГУЛАГа.
29 мая 1950 года по распоряжению МВД СССР (приказ № 00336) создаётся исправительно-трудовой лагерь (ИТЛ) «Гранитный». Силами заключённых с мая по октябрь велось строительство внешней железнодорожной ветки протяжённостью 51 километр по маршруту «станция Базаиха Красноярской железной дороги — Соцгород». Введение в строй железной дороги дало возможность оперативно доставлять грузы на строительные площадки рабочего посёлка и комбината.
Одновременно, летом 1950 года, начинаются работы по подготовке горнопроходческих работ в скальном массиве, предназначенном для размещения Комбината № 815.
9 октября 1950 года издан приказ МВД СССР № 0684 о передаче ИТЛ «Гранитного» в состав управления строительства горно-металлургических предприятий МВД СССР. Этот ИТЛ явился, в основном, базой формирования ИТЛ Полянский. В составе Полянского ИТЛ в разное время было сформировано до 10 лагерных отделений. Численность лагерных отделений была разная, от нескольких сотен до 5000 человек. Максимальная величина количества заключённых во всех лагерных отделениях составляла суммарно по официальным данным около 70 тысяч человек.

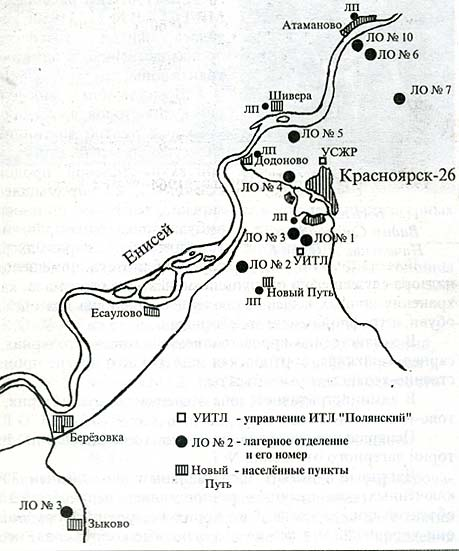
Схема расположения лагерных отделений Полянского ИТЛ на строительстве Красноярск-26

К 1953 году стройка приобрела широкий масштаб. Вступили в строй деревообрабатывающий комбинат, кирпичный и бетонные заводы, были разработаны песчано-гравийные карьеры. В городской черте появились 234 жилых дома, кинотеатр, три школы, три столовых, детский сад, больничный городок.
К 1956 году была подведена внутренняя ведомственная железная дорога к достраиваемому ГХК, который был сдан в эксплуатацию в 1958 году. Он был размещён под землёй (в массиве горы) на глубине до 200—300 метров и проектировался таким образом, чтобы выдерживать даже ядерные удары. Система производственных и транспортных тоннелей ГХК сопоставима с московским метро, каким оно было несколько десятков лет назад. Подземные залы достигают 55 м в высоту. Производимое реактором тепло использовалось для отопления города.
17 марта 1954 года указом Президиума Верховного Совета РСФСР рабочий посёлок Комбината № 815 получает официальный статус города и имя: Железногорск — для закрытой переписки, партийных и советских органов, Красноярск-26 — для открытой переписки. Его также называли «Соцгород», «Девятка», «п/я 9», «Атомград».
В 1964 году был введён в действие подземный радиохимический завод для переработки облучённого урана. К 1985 году под Енисеем на глубине 40 м был проложен тоннель для перемещения радиоактивных отходов на полигон их захоронения (в настоящее время тоннель не используется по назначению).

## Статус и администрация ЗАТО

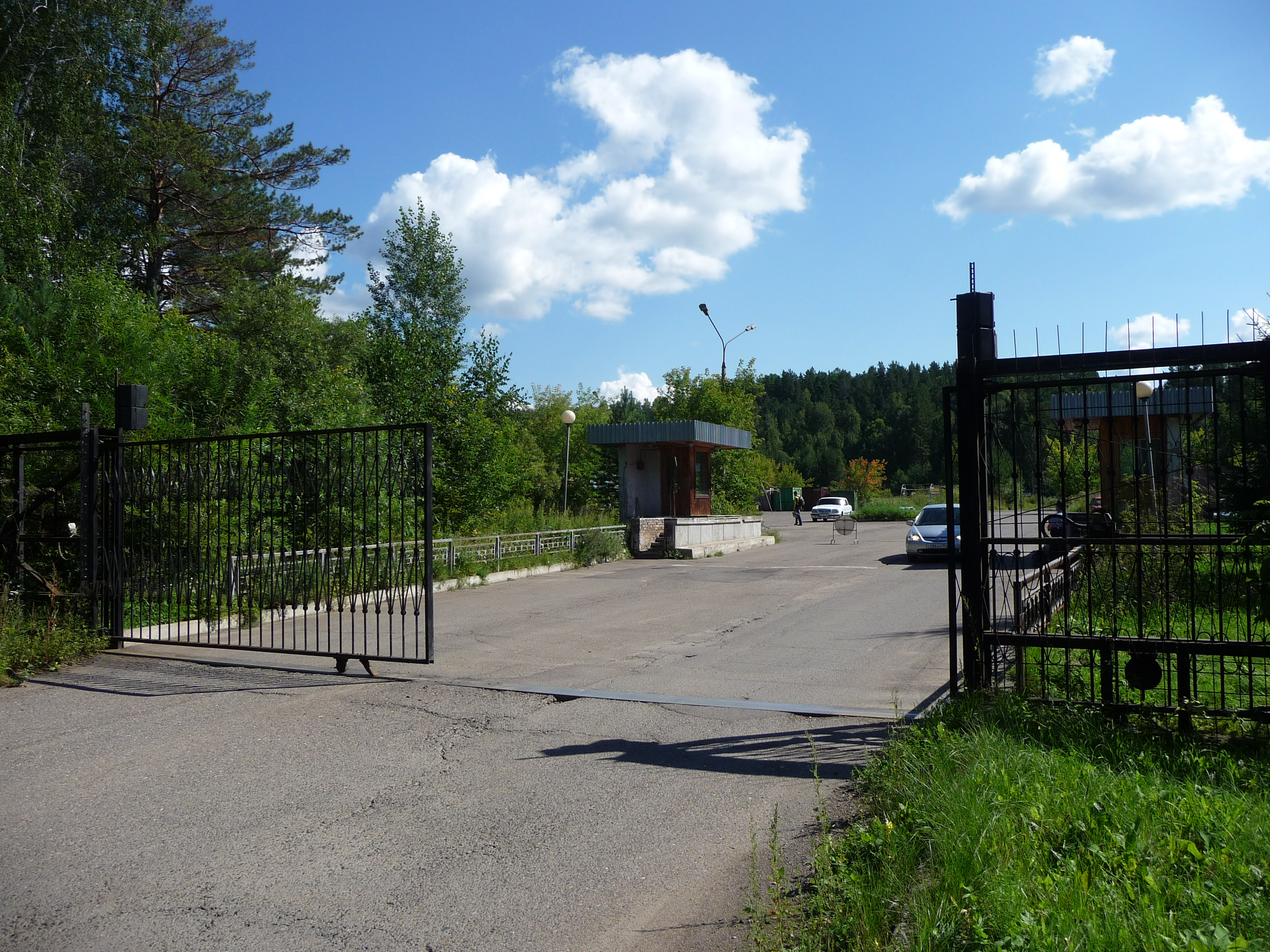
Контрольно-пропускной пункт Железногорска

Особый статус город получил в связи с секретными градообразующими предприятиями оборонной (атомной и позже космической) промышленности.
Вокруг ЗАТО устроено охраняемое ограждение с ограниченным количеством контрольно-пропускных пунктов (КПП) для проезда в город. Посещение территории осуществляется по специальным разрешениям (пропускам).
Кроме города, в состав ЗАТО входят пять населённых пунктов — ПГТ Подгорный и посёлки Тартат, Новый Путь, Додоново и деревня Шивера.
Глава ЗАТО г. Железногорск — Дмитрий Михайлович Чернятин (с 27 февраля 2023 года).
Посёлки Додоново, Новый Путь и деревня Шивера были включены в административно-территориальное подчинение администрации Железногорска Законом Красноярского края от 4 октября 1994 года № 3-51, до того посёлок Новый Путь входил в состав Есаульского сельсовета Берёзовского района, а деревня Шивера в состав Частоостровского сельсовета Емельяновского района.

## Население
| 1979    | 1992    | 1996    | 2001    | 2002    | 2003    | 2005    |
| ------- | ------- | ------- | ------- | ------- | ------- | ------- |
| 86 200  | ↗97 500 | ↘94 100 | ↗94 700 | ↘93 875 | ↗93 900 | ↗94 200 |
| 2007    | 2008    | 2009    | 2010    | 2012    | 2013    | 2014    |
| ↘93 900 | ↘93 700 | ↘93 226 | ↘84 795 | ↘84 686 | ↗84 943 | ↘84 930 |
| 2015    | 2016    | 2017    | 2018    | 2020    | 2021    | 2025    |
| ↘84 860 | ↘84 543 | ↘84 144 | ↘83 857 | ↘82 591 | ↗82 723 | ↘80 081 |

На 1 января 2025 года по численности населения город находился на 203-м месте из 1124 городов Российской Федерации.[перепроверить] Численность населения Железногорска составляла 88213 человек.

## Экономика
- ФГУП «Горно-химический комбинат»[25]
- АО «Информационные спутниковые системы» имени академика М. Ф. Решетнёва[26] (70 % производства российских спутников гражданского назначения)
- Химический завод — производство «Испытательно-заправочный комплекс» АО «Красмаш»,[27] посёлок Подгорный
- Управление № 9 при Спецстрое России[28]— бывшее Строительно-промышленное АО «Сибхимстрой»
- Национальный оператор по обращению с радиоактивными отходами ведёт работы по строительству подземной исследовательской лаборатории для проведения исследований для изучения возможности финальной изоляции радиоактивных отходов[29].

## Городской и пригородный транспорт
Городской общественный транспорт представлен автобусными маршрутами : № 1, 2, 3, 6, 8с, 9, 10, 14, 17с, 19с, 22э, 23, 26с, 32, 33с, 42с, 44, 48с (с - сезонные маршруты до садовых обществ), а также такси. 
С 2011 года по 1 января 2018 года в городе также существовало 4 коммерческих автобусных маршрута: 11, 12, 12п, 13.  
Пригородные и междугородные маршруты:
ТЭА — Транспортно-экспедиционное агентство.
- Маршрут № 21 ТЭА — пос. Додоново
- Маршрут № 28 ТЭА — пос. Новый путь
- Маршрут № 119 ТЭА — Сосновоборск
- Маршрут № 189 ТЭА — Красноярск, Железнодорожный вокзал
- Маршрут № 190 ТЭА — пос. Подгорный
- Маршрут № 193 ТЭА — Балчуг
- Маршрут № 522 ТЭА — Шивера
- Маршрут № 622 ТЭА - Красноярск - Канск

## Городская электричка
В пределах ЗАТО с 1958 по 2025 год действовала служебная линия городской электрички (внутригородского электропоезда), часть пути которой проходит в тоннеле. Линия использовалась только для доставки рабочих на территорию ГХК. С 1 июля 2025 года под предлогом усиления безопасности, движение электропоездов от станции Соцгород до Комбината было полностью прекращено. В настоящее время, доставка персонала от города до железнодорожной пересадочной платформы (ЖДПП) перед въездом в туннель осуществляется автобусами. Движение от ЖДПП до комбината пока временно сохранено: руководство ГХК настроено полностью отказаться от использования городской электрички в ближайшее время.
Линия имеет длину 30 километров (в том числе пять километров под землёй) и три станции («Соцгород», «Вольная», «Комбинат»), последняя из которых сооружена подземной (на глубине около 200 м), близкой к стандартам метрополитена.
Линия начинается в Красноярске на станции Базаиха Красноярской железной дороги ОАО РЖД. Ранее электрификация начиналась у юго-западной границы ЗАТО, вблизи посёлка Тартат, сейчас укорочена и начинается на станции «Соцгород». Линия проходит через основной жилой массив города, далее идёт вдоль берега Енисея, затем скрывается в подземном тоннеле горно-химического комбината.

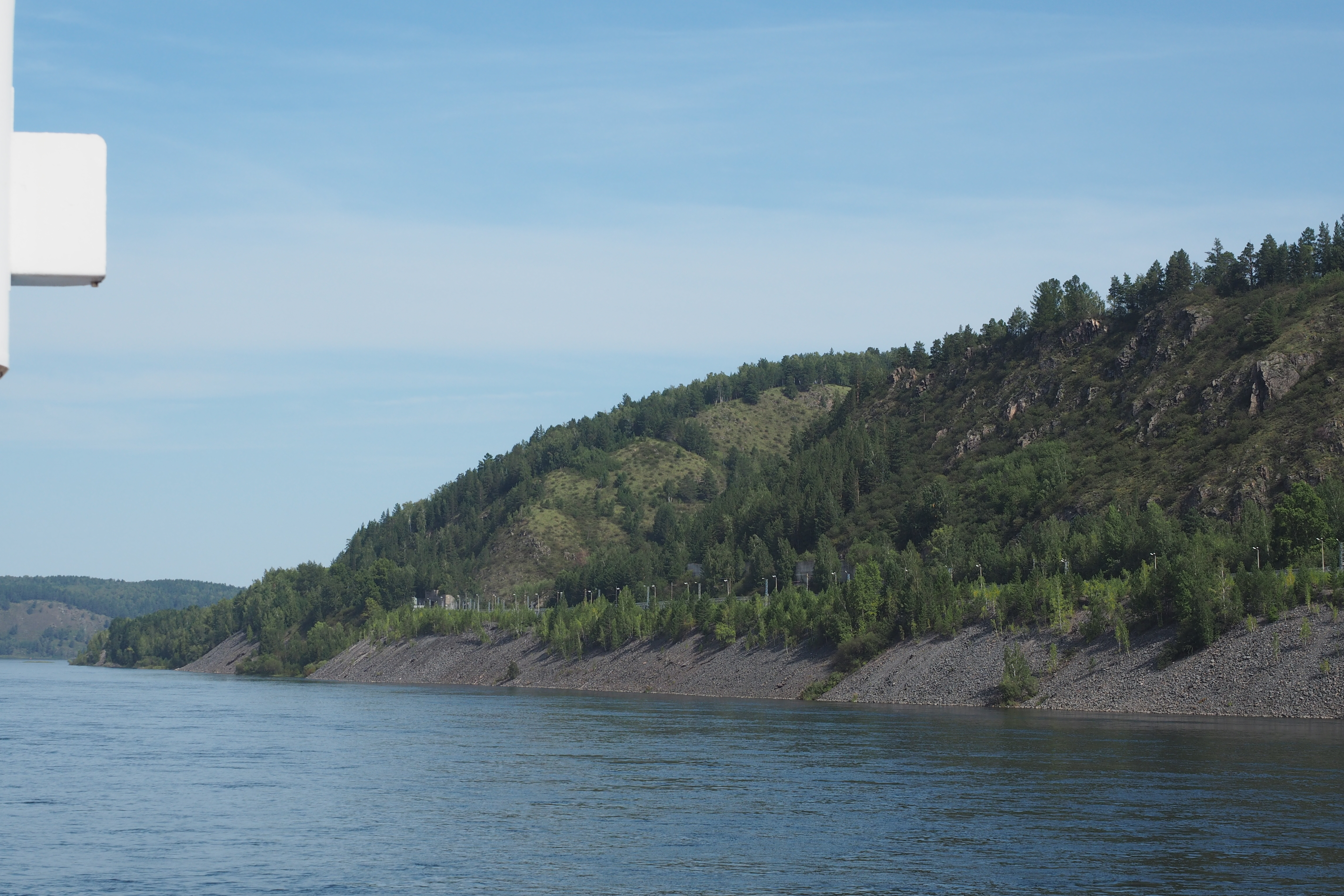
Электрифицированная железная дорога по берегу Енисея

В качестве подвижного состава используется один четырёхвагонный и четыре восьмивагонных электропоезда постоянного тока ЭР2Т («электричек»).

## Наука, образование

### Проектные организации
- Красноярский филиал Акционерного общества «Государственный специализированный проектный институт» (КФ АО «ГСПИ»)
- Открытое акционерное общество «Сибирский институт проектирования предприятий машиностроения» (ОАО «СибПромПроект»)

### Образование
- Количество детских дошкольных учреждений: 34[33]
- В городе есть 19 учреждений для получения среднего (полного) общего образования[33]:
  - 9 школ: 90, 93, 95, 97, 98, 100, 101, 104, 106[33];
  - два лицея: 102, 103[33];
  - две гимназии: 91[34], 96[33];
  - железногорская школа-интернат[33];
  - железногорская школа № 1[33].
  - Краевая государственная общеобразовательная школа-интернат среднего (полного) общего образования по работе с одарёнными детьми «Школа космонавтики»
  - Железногорский кадетский корпус[35];
  - Железногорская мариинская женская гимназия (филиал Железногорского кадетского корпуса).
- Учреждения высшего и среднего профессионального образования
  - Сибирская пожарно-спасательная академия ГПС МЧС России
  - Техникум инновационных промышленных технологий и сервиса
- Учреждения дополнительного образования
  - Городской дворец творчества детей и молодёжи[36]
  - Станция юных техников[37]
  - Детская школа искусств им. М. П. Мусоргского[38]
  - Детская художественная школа
  - Детский эколого-биологический центр (Станция юных натуралистов)[39]
  - Три детско-юношеских спортивных школы
  - Детско-юношеский центр «Патриот»
  - Детский оздоровительно-образовательный центр «Горный»[40]
  - Детский оздоровительно-образовательный центр «Орбита»[41]

## Культура

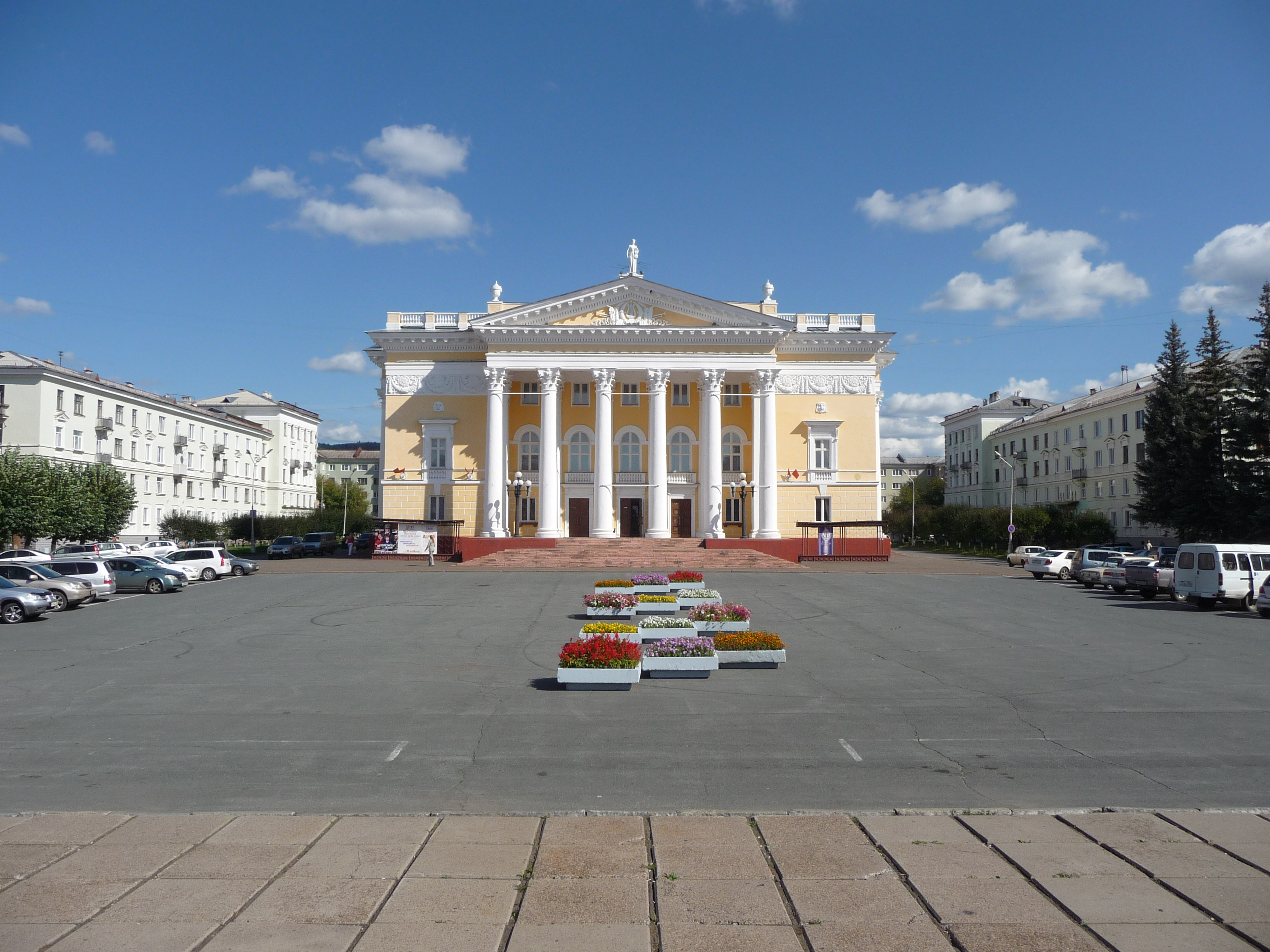
Площадь Ленина и Дворец Культуры

В 2010 году Железногорск являлся «Культурной столицей Красноярского края».
Про Железногорск есть несколько известных жителям города и края песен. Так, группа "Лирика Улиц" выпустила трек про город в стиле рэп, добавив аудиозаписи песни 60-х годов. Также есть народная песня про Железногорск, исполненная в восточном мелодичном стиле. Самым известным, при этом, является гимн Железногорска.
Среди известных музыкальных коллективов Железногорска выделяются "9 район", "Лирика Улиц", "Озоновый слой". 
Город Железногорск упоминается в песнях шансонье Сергея Сердюкова, а также у Владимира Курского (Сухочева) про Красноярск.

### Библиотеки
- Центральная городская библиотека имени М. Горького (ул. Крупской, 8)
  - Библиотека № 1 (городская детская библиотека им. А. П. Гайдара) (пр. Курчатова, 11)
  - Библиотека № 2 (пр. Ленинградский, 73)
  - Библиотека № 3 (ул. Свердлова, 51а)
  - Библиотека № 4 (пр. Ленинградский, 37)
  - Библиотека № 5 (ул. Толстого, 19)
  - Библиотека № 6 (ул. Ленина, 3)
  - Библиотека № 7 (Шивера)
  - Библиотека № 8 (Додоново)
  - Библиотека № 9 (Новый Путь)
  - Библиотека № 10 (Тартат)
  - Библиотека № 11 (Подгорный)
- Научно-техническая библиотека АО «ИСС» имени академика М. Ф. Решетнёва
- Научно-техническая библиотека ГХК
- Отдел письменных источников Музейно-выставочного центра

### Музеи
- Музейно-выставочный центр (открыт с 1988 года, адрес: г. Железногорск, ул. Свердлова,68)
- Музей Горно-Химического комбината (открыт 26 февраля 2010 года)
- Музей Археологии, филиал Музейно-выставочного центра в пос. Подгорном

### Театры
- Железногорский театр оперетты
- Железногорский театр кукол «Золотой ключик»
- Железногорский образцовый театр юного зрителя «Современник»
- Железногорский образцовый народный драматический Театр имени А. Н. Островского
- Железногорский Молодёжный театр-студия при Гимназии № 91
- Театр-студия «Пока горит свеча» при Лицее № 102

### Парки
- Парк культуры и отдыха им. С. М. Кирова (Городской лесопарк)
- «Нейтрино» (парк)
- Зоопарк

### Другие культурные объекты
- Детская школа искусств им. М. П. Мусоргского
- Дворец культуры имени 40-летия Октября
- Дом культуры «Юность» в пос. Первомайском
- Центр досуга
- Кинокомплекс «Космос»[45]

## Достопримечательности

### Памятники
- Мемориал Победы. Худ. В. А. Григорьев, арх. Н. Анипенко. Открытие: 09.05.1980 г.
- Памятник В. И. Ленину (на площади им. В. И. Ленина). Скульптор Е. И. Белостоцкий (г. Киев), постамент — арх. Л. И. Кузнецов. Открытие: 22.04.1960 г.
- Памятник М. Ф. Решетнёву. Скульптор Ю. В. Злотя, заслуженный художник РФ; архитектор Н. Г. Анипенко, заслуженный архитектор РФ. Открытие: 10.11.2007 г.
- Памятник П. Т. Штефану. Скульптор О. В. Гринев, профессор, член Союза художников России; архитектор А. Б. Касаткин, член Союза архитекторов России. Открытие: 10.08.2012 г.
- Памятник С. П. Королёву (на ул. Королёва). Скульптор — Ю. П. Ишханов (Красноярск), заслуженный художник РСФСР; постамент — арх. Н. Г. Анипенко. Открытие: 12.04.1990 г.
- Памятник С. П. Королёву (около Школы космонавтики). Скульптор Ю. П. Ишханов (Красноярск), заслуженный художник РСФСР, постамент — арх. В. В. Гребешков. Открытие: 01.08.2000 г.
- Обелиск «Строителям города» Арх. Л. И. Кузнецов. Открытие: 25.10.1975 г.
- Стела с горельефом и мемориальной доской в память об А. Г. Андрееве, одном из первостроителей города, начальнике Управления строительства. Худ. В. А. Григорьев. Открытие: 25.10.1975 г.
- Мемориал «Железногорск — Чернобыль» Арх. В. Н. Старостин, Р. Воробьёв. Открытие: 30.11.2002 г.
- Стела, посвящённая запуску первого искусственного спутника Земли (у Школы космонавтики). Авторы: Е. Баженов, Ю. Князькин, арх. А. Горох. Открытие: 04.10.2002 г.
- Памятник Зое Космодемьянской (перед гимназией № 91). Худ. А. И. Козьмин. Открытие: 01.09.1982 г.
- Памятный камень на Прижиме в честь работников Горного управления. Открытие: 30.08.2006 г.
- «Знание-сила» — архитектурная композиция (около лицея № 102). Худ. В. А. Григорьев. Открытие: 1978 г.
- «Слава труду» — архитектурно-художественная композиция (около здания Управления ГХК). Авторы проекта — М. Дудин, Е. Спечов, М. Попова (Лясковская). Открытие: 1983 г.
- «Богатыри России» — архитектурно-художественная композиция. Худ. В. А. Григорьев. Открытие: 1979 г.
- «Мусоргский М. П.» — архитектурно-художественная композиция (перед Школой искусств). Худ. В. А. Григорьев. Открытие: 1978 г.

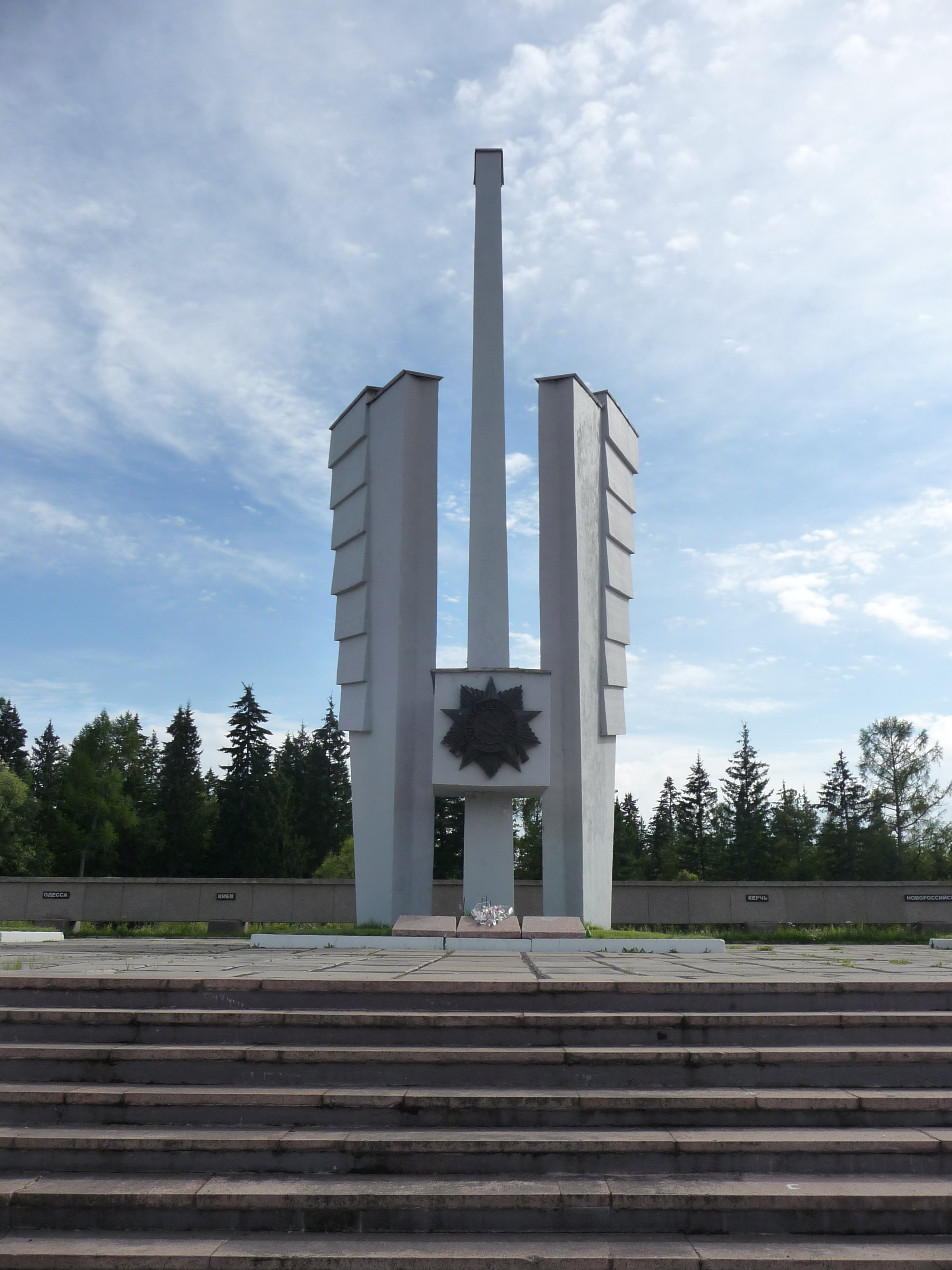
Мемориал Победы в Великой Отечественной войне
Памятник Ленину
Обелиск "Строителям города"
Композиция "Слава труду"
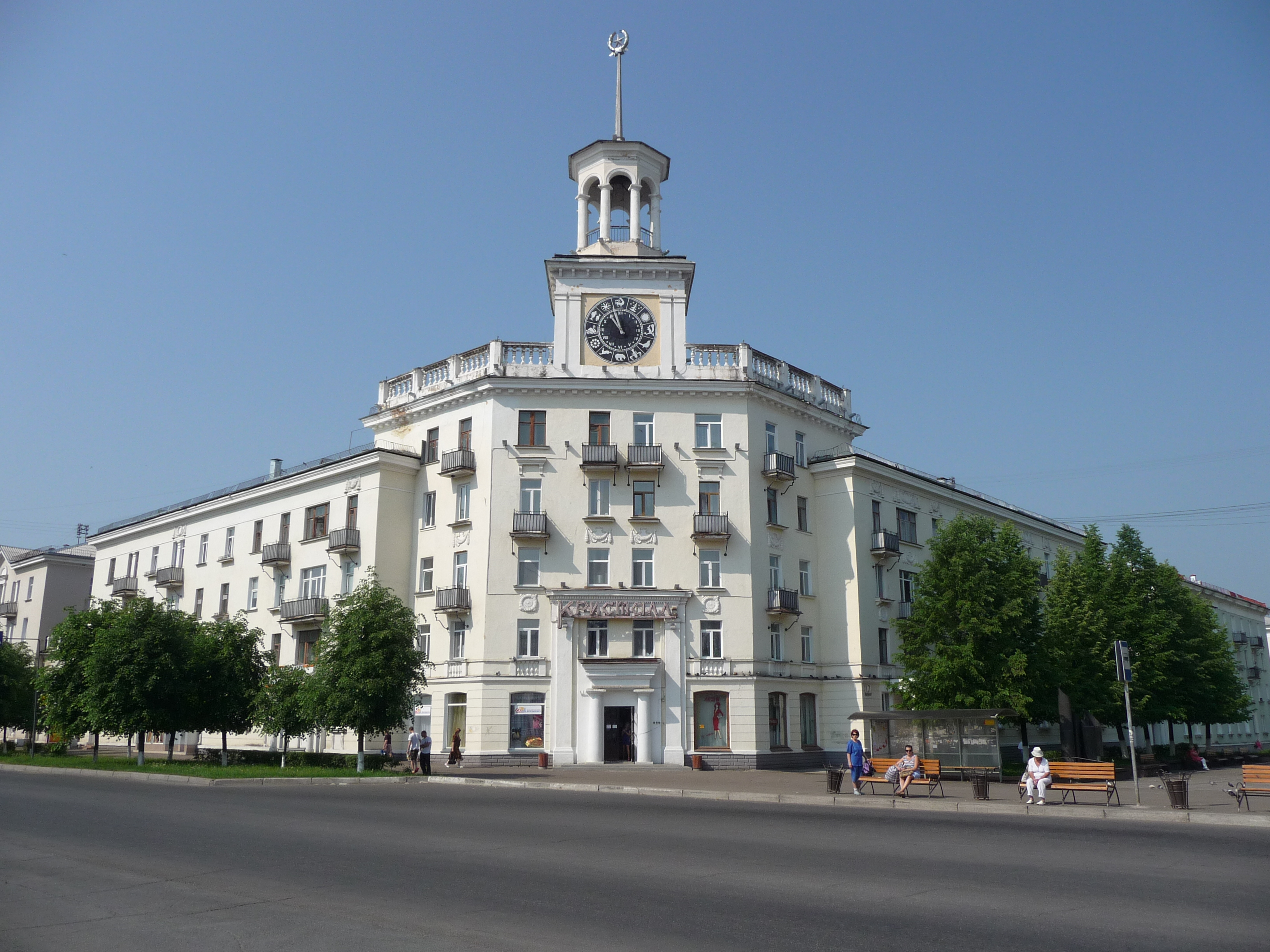
Башня с часами на площади Ленина
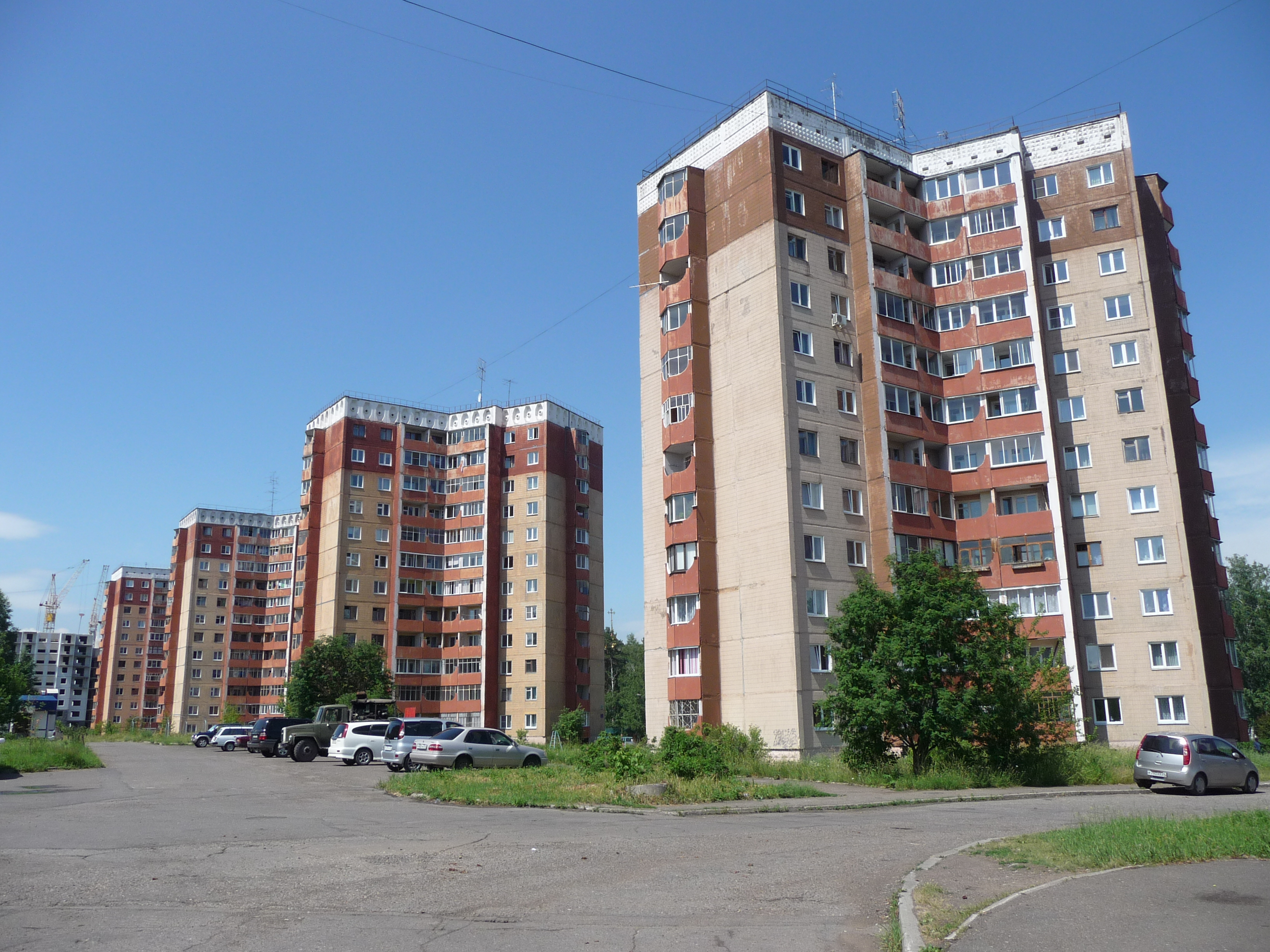
Одна из улиц города (им. 60-летия ВЛКСМ)

## Особенности планировки и ландшафта

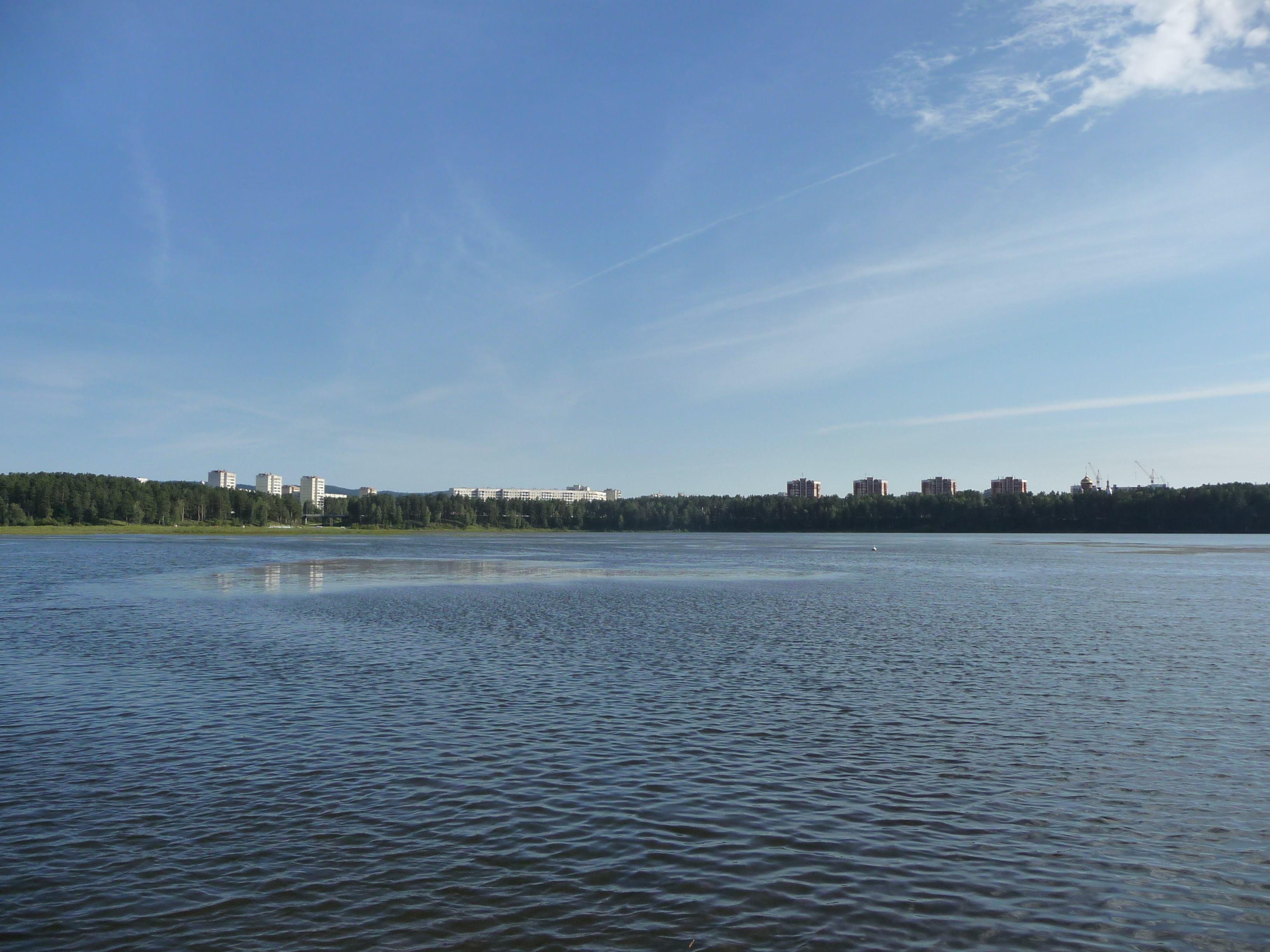
Вид на 3 и 4 микрорайоны города с другого берега городского озера

При строительстве Железногорска был реализован принцип минимального вмешательства в природный ландшафт. Город органично вписан в окружающую тайгу, что особенно заметно при наблюдении с Атамановского хребта (отроги Саян): жилые кварталы визуально сочетаются с лесными массивами. Данная особенность характерна как для исторической части города («Старый город»), так и для новых микрорайонов, включая «Ленинградский».
Город расположен в зоне лесостепей, которые по мере движения с севера на юг и с нагорного востока на равнинный запад перетекают в степную часть из подтаежных смешанных (а в горных районах и южно-таёжных темнохвойных) лесов.
В городской черте в диком виде произрастают сосны, берёзы, ели, осины, ивы, лиственницы, липы, черемуха, яблони сибирские, тополя и другие, подходящие для континентального климата Сибири деревья. В районе ВНИПИЭТа также произрастают дубы. Произрастает немало клёнов.
В границах горного массива и прилегающей территории расположены специализированные спортивные объекты:
- лыжероллерная трасса, известная среди профессионалов как скоростно-силовая с перепадом высот 45 метров;
- четыре горнолыжных трассы различного уровня сложности.

Центральную часть города занимает искусственное озеро, созданное на месте торфяной низины в пойме реки Кантат. Его формирование не предусматривалось первоначальным генеральным планом, разработанным ленинградскими проектными институтами. Озеро возникло благодаря усилиям первых жителей: в ходе субботников они расчистили заболоченную территорию, после чего вода была направлена в подготовленное русло через систему дамб и шлюзов. Прилегающий городской парк сохраняет естественный лесной массив, подвергшийся лишь незначительным изменениям в процессе благоустройства.

## Религия

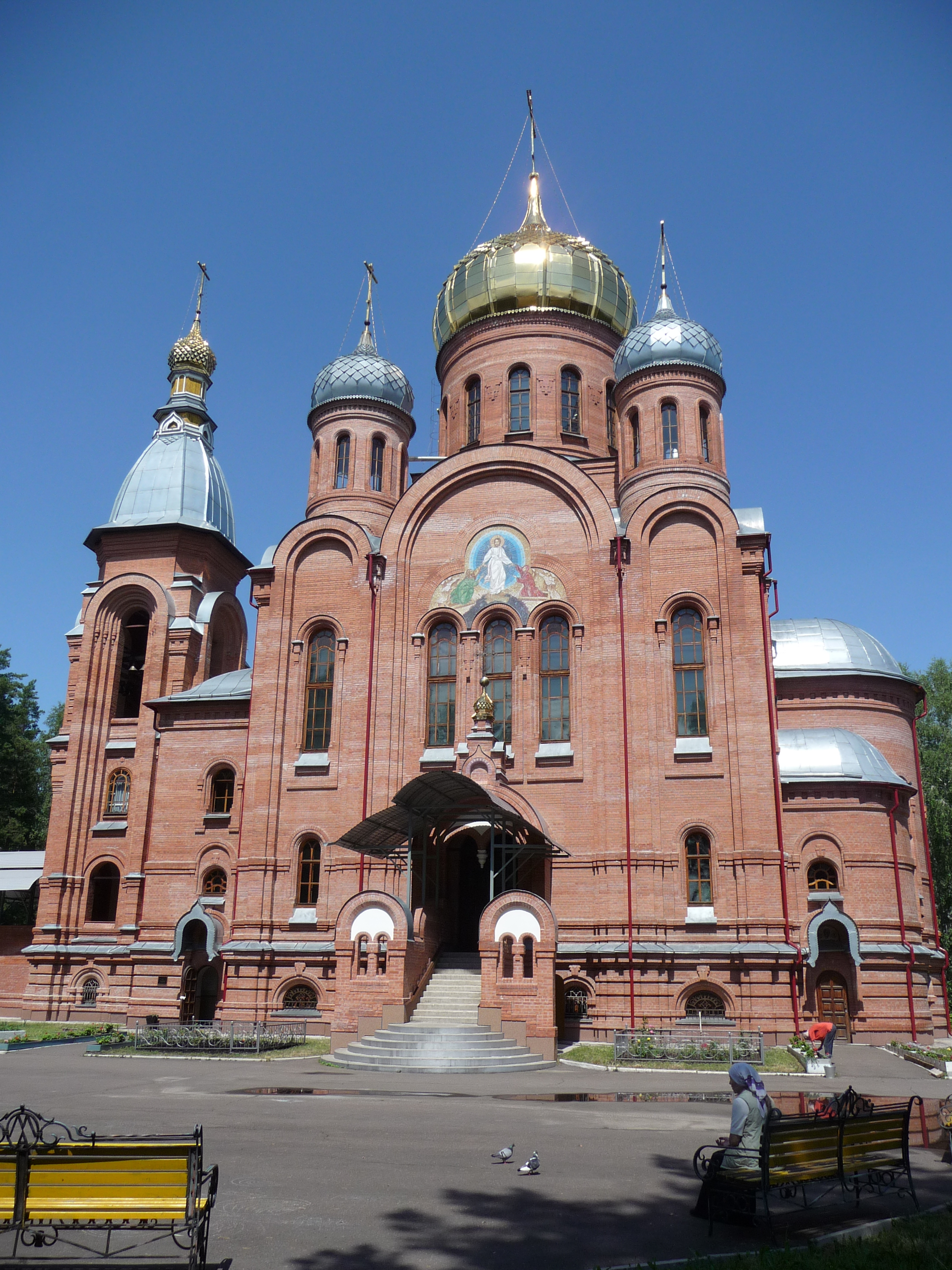
Храм Михаила Архангела

- Православный «Собор Михаила Архангела»[47]
- Храм Воскресения Христова в пос. Подгорном (построен)[48]

## Спорт
- Стадион «Труд»
- 3 бассейна
- 3 спорткомплекса
- Футбольное поле с искусственным покрытием
- Горнолыжная трасса
- Яхт-клуб
- Велоклуб «Звезда»
- Клуб любителей бега «Победа»
- Шахматный клуб
- Пейнтбольный клуб «Зона-26»
- Федерация здорового образа жизни «ЗОЖ»
- Школа верховой езды «Лошадка»
- Картинг

## Почётные граждане города

Памятник М. Ф. Решетнёву

Список почётных граждан Железногорска, в который входят люди, внёсшие «большой вклад в развитие города, его хозяйства и культуры, прославившие город своим трудом и подвигом», и их краткие биографии представлены на сайте городской администрации.
- Решетнёв, Михаил Фёдорович (1924—1996) — конструктор ракетно-космических систем, академик, Герой Социалистического Труда, Лауреат Ленинской (1980) и Государственной премий. Генеральный директор и Генеральный конструктор НПО ПМ (1959—1996). Внёс существенный вклад в развитие российских систем спутниковой связи и спутниковой навигации. Оказал значительное влияние на создание сибирской научной школы, объединив вокруг себя талантливых учёных, инженеров, разработчиков ракетно-космической техники. Звание «Почётный гражданин г. Красноярска-26» присвоено Решением городского Совета народных депутатов от 6 июля 1984 года.
- Кучин, Сергей Павлович (1924—2014) — геолог Горного управления, один из строителей Горно-Химического комбината. Лауреат премии Совета министров СССР. Заместитель директора Музейно-выставочного центра по научной работе. Консультант студенчества и старших школьников, работающих над темами истории Железногорска и его созидателей. Звание «Почётный гражданин ЗАТО г. Железногорск» присвоено Решением городского Совета от 24 июля 2000 года.
- Кузнецов, Пётр Валентинович (1958—2006) — мастер спорта, чемпион России и двукратный чемпион СССР по альпинизму. «Снежный барс». Летом 2006 года погиб при восхождении в составе российской экспедиции на вершину К2 (Чого́ри). Звание «Почётный гражданин ЗАТО г. Железногорск» присвоено Решением городского Совета ЗАТО г. Железногорск от 29 июля 2004 года.